# Caso Padova (1985)
Il caso Padova fu un illecito sportivo, verificatosi nel 1985: responsabili furono alcuni dirigenti e calciatori di Padova e Taranto.

## Antefatti
La vicenda ebbe inizio lunedì 13 maggio. Giovanni Sgarbossa, centrocampista del Taranto con trascorsi al Padova, si recò al suo paese natale (San Martino di Lupari, in provincia di Padova) per votare alle elezioni amministrative.
Al seggio, incontrò il vicepresidente veneto Angelo Zarpellon: questi gli domandò se il Taranto (in Serie B) avrebbe potuto aiutarli a vincere (all'epoca, la vittoria valeva due punti) e raggiungere la salvezza. In risposta, il calciatore asserì che avrebbe dovuto parlarne con i compagni di squadra: l'accordo prevedeva dunque di influenzare l'esito della partita, qualora i veneti non fossero stati aritmeticamente certi della permanenza in B.
Domenica 9 giugno, si disputò la penultima giornata di campionato: Sgarbossa contattò il dirigente, chiedendo se la proposta fosse ancora valida. Zarpellon confermò, sottolineando però che l'accordo era vincolato all'esito delle partite di quel pomeriggio: Padova-Perugia terminò 1-1, lasciando i veneti a rischio retrocessione.
Alla 37ª giornata, la colonna destra della classifica recitava:
- Bologna 35 punti
- Cesena 35
- Monza 35
- Arezzo 34
- Campobasso 34
- Catania 34
- Cagliari 33
- Padova 33
- Varese 33
- Parma 26
- Taranto 23

Parma e Taranto erano già matematicamente retrocesse in Serie C1.
Giovedì 13 giugno, il centrocampista comunicò al dirigente di aver coinvolto nell'affare alcuni compagni di squadra (Fabrizio Paese, Dino Bertazzon, Vito Chimenti e Angelo Frappampina): il giorno successivo, i due si incontrarono e Zarpellon consegnò al complice un anticipo di 50.000.000 lire, assicurando che il resto sarebbe stato consegnato dopo il buon esito della gara.
Domenica 16 giugno, si disputò l'ultima giornata con questa scaletta (tra parentesi, i risultati finali):
- Bologna-Cesena (0-0)
- Cagliari-Catania (0-0)
- Campobasso-Triestina (1-0)
- Monza-Lecce (1-1)
- Parma-Sambenedettese (2-2)
- Perugia-Varese (1-0)
- Pisa-Arezzo (1-1)
- Taranto-Padova (1-2)

La salvezza fu quindi raggiunta da: Bologna, Cesena, Catania, Campobasso, Monza, Sambenedettese, Arezzo e Padova. Interessate dalla retrocessione furono invece Cagliari e Varese, che si unirono a Parma e Taranto.
Il lato destro della classifica finale recitava così:
- Bologna 36 punti
- Cesena 36
- Monza 36
- Sambenedettese 36
- Campobasso 36
- Arezzo 35
- Catania 35
- Padova 35
- Cagliari 34
- Varese 33
- Parma 26
- Taranto 23

Si verificò tuttavia un clamoroso retroscena: alla penultima giornata, la società tarantina aveva esonerato il tecnico Angelo Becchetti. Egli, adirato per l'esclusione dall'affare, denunciò il fatto all'Ufficio Inchieste della Federcalcio (diretto dal dottor Corrado De Biase): fu messo in contatto con Manin Carabba, il quale gli consigliò di simulare la propria partecipazione. Becchetti telefonò allora a Sgarbossa, chiedendo la sua parte: il calciatore, ignaro, accettò.
L'incontro tra i due avvenne al casello autostradale di Pesaro, città natale dell'allenatore: Carabba accompagnò quindi Becchetti, fornendogli un registratore con microfono e assistendo di persona alla scena. Ottenute le prove, l'Ufficio Indagini convocò Sgarbossa a Coverciano.
Il calciatore negò le proprie responsabilità, salvo essere poi incastrato dal nastro su cui era incisa la registrazione: vi era inoltre la testimonianza ufficiale di Carabba. Anche i complici di Sgarbossa furono interrogati, e non ebbero alcuna possibilità di nascondere l'illecito: l'evidenza delle prove rendeva impossibile ai loro legali preparare una difesa. L'illecito ebbe una risonanza minore rispetto a quella "riscossa" dal Totonero nel 1980: fu comunque un anticipo dello scandalo che avrebbe sconvolto i maggiori campionati (Serie A, Serie B, C1, C2) l'anno successivo, portando al commissariamento della FIGC.

## Sentenze della giustizia sportiva
In seguito all'accaduto, l'Ufficio Inchieste consegnò tutta la documentazione alla Procura Federale e, al termine del processo sportivo, la CAF prese le seguenti decisioni:
Società
- Padova: declassamento all'ultimo posto nel Campionato di Serie B 1984-1985 e conseguente retrocessione in Serie C1.

Tesserati società
- Angelo Zarpellon (vicepresidente Padova): 5 anni.
- Ivo Antonino Pilotto (presidente Padova): assolto.

Calciatori
- Giovanni Sgarbossa (Taranto): 5 anni.
- Fabrizio Paese (Taranto): 5 anni.
- Vito Chimenti (Taranto): 5 anni.
- Angelo Frappampina (Taranto): 5 anni.
- Dino Bertazzon (Taranto): 2 anni e 6 mesi.